# Van Etten (Nueva York)
Van Etten es un pueblo ubicado en el condado de Chemung en el estado estadounidense de Nueva York. En el año 2000 tenía una población de 1.518 habitantes y una densidad poblacional de 14.1 personas por km².

## Geografía
Van Etten se encuentra ubicado en las coordenadas 42°12′20.05″N 76°34′25.5″O / 42.2055694, -76.573750.

## Demografía
Según la Oficina del Censo en 2000 los ingresos medios por hogar en la localidad eran de $32,011, y los ingresos medios por familia eran $38,462. Los hombres tenían unos ingresos medios de $26,318 frente a los $24,762 para las mujeres. La renta per cápita para la localidad era de $14,426. Alrededor del 12.5% de la población estaban por debajo del umbral de pobreza.